# Sabellidites
Sabellidites è un genere appartenente al phylum Annelida del periodo Ediacarano. Riconosciuto e descritto per la prima volta attraverso reperti fossili da Yanichecsky nel 1926, si ritiene che sia uno dei generi di anellidi più antichi conosciuti.